# Erik Adolf von Willebrand
Adolf Erik von Willebrand (Vaasa, 1º febbraio 1870 – Pernaja, 12 settembre 1949) è stato un medico finlandese.

## Biografia
Von Willebrand nacque a Vaasa, all'epoca parte del Granducato di Finlandia nell'Impero russo. Fu il terzo figlio di Fredrik Magnus von Willebrand e Signe Estlander. Fredrik ebbe un'educazione militare e più tardi divenne un ingegnere. Von Willebrand apparteneva a una nobile famiglia tedesca; I suoi antenati si trasferirono in Finlandia nel XVIII secolo.
Von Willebrand frequentò il Vaasa Lyceum, studiando botanica, chimica e zoologia. Dopo la baccalaurea nel 1890, iniziò a studiare alla Università di Helsinki.
Prima di diventare un fisiatra nel 1896, nel 1894-95 lavorò presso una spa sulle isole Åland. Dopo la laurea divenne collaboratore al dipartimento di medicina al Deaconess Hospital di Helsinki, lavorando con Ossian Schauman. Ricevette il Ph.D nel 1899 
con la tesi di dottorato sui cambiamenti del sangue dopo un'ingente perdita del medesimo ((DE)  Zur Kenntnis der Blutveränderungen nach Aderlässen). Per tutta la sua carriera le proprietà della coagulazione del sangue sono sempre state oggetto dei suoi interessi di ricercatore.
Von Willebrand è stato il primo a descrivere un disturbo dell'emostasi che predispone allo sviluppo di emorragie: tale malattia è nota appunto come "malattia di Von Willebrand" . 
Nella sua vita personale, von Willebrand è stato descritto come un uomo molto modesto. Pubblicò anche due articoli riguardanti l'uso di aria calda (come la sauna) come forma di trattamento medico. Sposò Maria Antell nel 1900, ebbero due figlie. Era un membro della comunità degli svedesi di Finlandia, e suportava Ossian Schauman nella Folkhälsan. Dopo il pensionamento nel 1933 divenne un giardiniere e supporter del conservazionismo.
Von Willebrand morì il 12 settembre 1949, a 79 anni.

## Pubblicazioni
Pubblicazioni secondo Lassila, R.; Lindberg, O. (2013). "Erik von Willebrand". Haemophilia. 19 (5): 645.
- (DE) Ossian Schauman e E. A. Von Willebrand, Einige bemerkungen über die blutregeneration bei der Chlorose, in Berliner Klinische Wochenschrift, vol. 1, 1899.
- (DE) Theodor Tallqvist e E. A. Von Willebrand, Zur Morphologie der weissen Blutkörperchen des Hundes und des Kaninchens, in Skandinavisches Archiv für Physiologie, vol. 10, 1899.
- (DE) E. A. Von Willebrand, Zur Kenntnis der Blutveränderungen nach Aderlässen (Dissertation), 1899.
- (DE) E. A. Von Willebrand, Eine Methode für gleichzeitige Combinationsfärbung von Bluttrockenprepataten mit Eosin und Methylenblau, in Deutsche Medizinische Wochenschrift, vol. 4, 1901.
- (DE) E. A. Von Willebrand, Über die Kohlensäuren- und Wasserascheidung durch die haut des Mänchens, in Skandinavisches Archiv für Physiologie, vol. 13, 1902,  pp. 337-358, DOI:10.1111/j.1748-1716.1902.tb00520.x.
- (SV) E. A. Von Willebrand, Om hetluftbehandlingens fysiologi, in Finska Läkaresällskapets Handlingar, vol. 44, 1902,  pp. 435-456.
- (SV) E. A. Von Willebrand, En universal färgningsmetod med eosin och metylenblätt, in Finska Läkaresällskapets Handlingar, vol. 44, 1902,  pp. 543-552.
- (SV) E. A. Von Willebrand, Om den lokala hetluftsbehandlingen enligt Biers metod, in Finska Läkaresällskapets Handlingar, vol. 45, 1903,  pp. 197-218.
- (SV) E. A. Von Willebrand, Om den moderna ljusbehandlingen, in Finska Läkaresällskapets Handlingar, vol. 45, 1903,  pp. 435-456.
- (SV) E. A. Von Willebrand, Morbus Addison med atrofi av binjurarna, in Finska Läkaresällskapets Handlingar, vol. 45, 1903,  pp. 536-592.
- (DE) E. A. Von Willebrand, Zur Physiologie und Klinik der Heissluftbehandlung, in Skandinavisches Archiv für Physiologie, vol. 19, 1906,  pp. 123-161, DOI:10.1111/j.1748-1716.1907.tb00017.x.
- (SV) E. A. Von Willebrand, Om fettsotens orsaker och dess behandling, in Kliniska föredrag Nord Tidsk Ther, vol. 5, 1906–1907,  pp. 129–137, 161–170, 199–212.
- (SV) E. A. Von Willebrand, Ett fall av cerebral hemianopsi, in Finska Läkaresällskapets Handlingar, vol. 49, 1907.
- (SV) E. A. Von Willebrand, Om giktens behandling, in Kliniska föredrag Nord Tidsk Ther, vol. 6, 1907–1908,  pp. 353-358.
- (SV) E. A. Von Willebrand, Bidrag till kännedomen om meralgia paresthetica, in Finska Läkaresällskapets Handlingar, vol. 52, 1910,  pp. 491-505.
- (SV) E. A. Von Willebrand, Om den konstitutionella fettsotens patogenes och behandling, in Nord Tidsk Ther, vol. 10, 1911–1912,  pp. 132-143.
- (SV) E. A. Von Willebrand, Om sockersjukans patogenes enligt nyare teorier, in Finska Läkaresällskapets Handlingar, vol. 53, 1911,  pp. 363-370.
- (SV) E. A. Von Willebrand, En metod for approximativ uppskattning af acetonkroppsmängden i urinen, in Finska Läkaresällskapets Handlingar, vol. 54, 1912,  pp. 515-524.
- (SV) E. A. Von Willebrand, Om behandlingen av diabetes med sockerlavemang, in Finska Läkaresällskapets Handlingar, vol. 55, 1913,  pp. 412-423.
- (SV) E. A. Von Willebrand, Kolhydratkurer och alkalibehandling vid diabetes mellitus, in Finska Läkaresällskapets Handlingar, vol. 56, 1914,  pp. 1277-1334.
- (SV) E. A. Von Willebrand e Axel Cedercreutz, Lärebog i intern medicin (Book review), in Finska Läkaresällskapets Handlingar, vol. 57, 1915,  pp. 210-219.
- (SV) E. A. Von Willebrand, Till kännedom om den aplastiska anemien, in Finska Läkaresällskapets Handlingar, vol. 60, 1918,  pp. 859-922.
- (SV) E. A. Von Willebrand, Klinisk-statistiska studier ofver hjärtvalvelfelen, in Finska Läkaresällskapets Handlingar, vol. 60, 1918,  pp. 1107-1143.
- (DE) E. A. Von Willebrand, Perniziöse Anemie mit ungewöhnlichem Remissionsstadium, in Acta Medica Scandinavica, vol. 56, 1922,  pp. 419-431.
- (DE) E. A. Von Willebrand, Die gesundheitszustand bei Personen, die früher an Chlorose gelitten haben, in Acta Medica Scandinavica, 1923.
- (SV) E. A. Von Willebrand, Coma diabeticum- Insulinbehandling, in Finska Läkaresällskapets Handlingar, vol. 66, 1924,  pp. 255-273.
- (SV) E. A. Von Willebrand, Hereditär pseudohemofili, in Finska Läkaresällskapets Handlingar, vol. 68, 1926,  pp. 87-112.
- (DE) E. A. Von Willebrand, Über hereditäre pseudohämophilie, in Acta Medica Scandinavica, vol. 76, 1931,  p. 521.
- (SV) E. A. Von Willebrand, Hepatogen hemorrhagisk diates, in Finska Läkaresällskapets Handlingar, vol. 75, 1933,  pp. 829-846.
- (DE) E. A. Von Willebrand e Rudolf Jürgens, Über ein neues vererbbares Blutungsübel:Die konstitutionelle Thrombopathie, in Deutsches Archiv für klinische Medizin, vol. 175, 1933,  pp. 453-583.
- (DE) E. A. Von Willebrand e Rudolf Jürgens, Über eine neue Bluterkrankheit, die konstitutionelle thrombopathie, in Klinische Wochenschrift, vol. 12, 1933,  p. 414, DOI:10.1007/bf01756258.
- (SV) E. A. Von Willebrand, Rudolf Jürgens e Ulf Dahlberg, Konstitutionell trombopati, en ärftlig blodarsjukdom, in Finska Läkaresällskapets Handlingar, vol. 76, 1934,  pp. 194-232.
- (SV) E. A. Von Willebrand, Rasfrågor i modern belysning, in Östnylandsk ungdom, 1938,  p. 5.
- (SV) E. A. Von Willebrand, Rasfrågor i modern belysning II, in Östnylandsk ungdom, 1939,  p. 3.
- (SV) E. A. Von Willebrand e J. Olin, Nyare erfarenheter om de hemorrhagiska diateserna, in Nordisk Medicin, vol. 2, 1939,  p. 1743.
- (SV) E. A. Von Willebrand, De hereditära trombopatierna, in Nordisk Medicin, vol. 12, 1941,  p. 3317.
- (SV) E. A. Von Willebrand, Om naturskyddet i Finland, in Östnylandsk ungdom, 1942.
- (SV) E. A. Von Willebrand, Svenskbygdens befolkningsfråga, in Östnylandsk ungdom, 1942.
- (SV) Bertel Lemberg e E. A. Von Willebrand, Naturstudier och naturskydd i Pernå skärgård, in Finlands natur, vol. 1, 1939,  p. 9.
- (SV) E. A. Von Willebrand, En genetisk blodsykdom blant innbyggerne på Åland, in Nordenskiöldsamfundets tidskr, vol. 5, 1945,  pp. 44-55.